# Marijke Verbrugge-Breeuwsma
Marijke Breeuwsma (1966) is een Nederlandse taalkundige.
Zij studeerde klassieke talen aan de Universiteit Leiden en gaf een zevental jaren Grieks en Latijn op diverse middelbare scholen. Toen in 1998 op haar laatste school - het Stedelijk Dalton Lyceum Dordrecht - de tweede fase met het studiehuis werd doorgevoerd, gaf zij na enige tijd de brui aan haar leraarschap vanwege haar bedenkingen over deze nieuwe leerstructuur. Een aantal jaar later is zij echter toch weer begonnen als leraar en ze ging lesgeven op het Bonaventuracollege te Leiden.
Zij is van mening dat het studiehuis een achteruitgang betekent. Volgens haar en haar ex-man - de filosoof Ad Verbrugge - zijn de eindexamens makkelijker geworden en wordt er geen beroep meer gedaan op het verkrijgen van kennis maar staat vooral het leren van vaardigheden centraal terwijl scholieren volgens hen op die leeftijd daar nog niet aan toe zijn en dan met name de jongens.
Samen met haar ex-man en nog enkele medestanders richtte zij daarom op 22 maart 2006 de vereniging Beter Onderwijs Nederland (BON) op, die zich verzet tegen de onderwijsvernieuwingen zoals die door het studiehuis vorm hebben gekregen.
In het kader van BON verscheen Breeuwsma onder meer in het tv-programma Buitenhof waar ze de aanval inzette tegen het gevoerde onderwijsbeleid van de afgelopen veertig jaar waarbij vooral de PvdA het moest ontgelden.